# Jakub Nowosielski
Jakub Nowosielski (ur. 11 lutego 1993 w Katowicach) – polski siatkarz, grający na pozycji rozgrywającego.

## Życiorys
Jego o 2 lata młodsza siostra Aleksandra, również jest siatkarką. Pochodzi z Szopienic. Od 2001 roku był juniorem UKS Sokół 34 Katowice. W 2009 roku został siatkarzem juniorskich drużyn Norwida Częstochowa. W 2012 roku zdobył z klubem mistrzostwo Polski juniorów.
Seniorską karierę rozpoczął w 2012 roku w Pekpolu Ostrołęka, występującym wówczas w I lidze. W sezonie 2012/2013 Nowosielski zajął z klubem czwarte miejsce. Następnie został zawodnikiem TKS Tychy, a w sezonie 2015/2016 ponownie reprezentował klub z Ostrołęki. W 2016 roku przeszedł do AZS AGH Kraków, z którym triumfował w akademickich mistrzostwach Polski. Sezon 2017/2018 spędził na grze w Exact Systems Norwidzie Częstochowa, a w latach 2018–2020 występował w Gwardii Wrocław.
W 2020 roku został siatkarzem GKS Katowice. W PlusLidze zadebiutował 21 września w wygranym 3:2 meczu ze Stalą Nysa. W GKS występował do 2023 roku, rozgrywając łącznie w jego barwach 62 ligowe mecze. Następnie przeszedł do Luk Lublin, z którym zajął piąte miejsce w lidze. W 2024 roku podpisał kontrakt z Aluronem CMC Wartą Zawiercie.

## Sukcesy klubowe

### młodzieżowe
Mistrzostwa Polski Juniorów:
- 2012

Akademickie Mistrzostwa Polski:
- 2017

### seniorskie
Superpuchar Polski:
- 2024[5]

PlusLiga:
- 2025[6]

Liga Mistrzów:
- 2025[7]